# ويليام إدغار (عالم عقيدة)
ويليام إدغار (بالإنجليزية: William Edgar)‏ هو عازف جاز وعازف بيانو أمريكي، ولد في 1944.